# Justus Joseph Ludwig von Zangen
Justus Joseph Ludwig von Zangen (* 29. März 1784 in Allendorf (Lumda); † 17. Februar 1826 in Gießen) wurde 1821 Landrat des Landratsbezirks Gießen im Großherzogtum Hessen.

## Familie
Justus Joseph Ludwig von Zangen war der Sohn von Karl Georg von Zangen, Regierungsrat und Justizamtmann im Patrimonialgericht Londorf, dann im Amt Hüttenberg der Landgrafschaft Hessen-Darmstadt in Lang-Göns, und dessen Frau Carolina, geborene von Buseck, genannt Brandt.
Justus von Zangen heiratete 1810 Caroline Friederike von Hornig (1788–1841), Tochter des Oberst Ludwig Freiherr Hornig von Hornburg und von Charlotte Isabella Dietz. Aus der Ehe gingen hervor:
- Friedrich Ludwig Karl Ferdinand (1811–1837), königlich französischer Fremdenlegionär
- Karl Georg Laurentius Friedrich Emil Otto (1812–1876), Forstmeister in Battenberg und Abgeordneter im Preußischen Abgeordnetenhaus
- Emil (1814–1872), großherzoglich-hessischer Oberst
- Karl Wilhelm Gustav (1815–1874), Kreisrat in den Kreisen Grünberg und Vilbel
- Deuto, 1816, noch als Kind verstorben
- Karoline Wilhelmine Bertha (1818–1864) heiratete 1841 Dr. med. Ferdinand Lichtenberg (1813–1883), Arzt in Pfungstadt
- Otto (1819–nach 1879), Oberamtsrichter
- Thekla Theodore Jakobine (* 1822) heiratete 1856 Fritz Daubenspeck (1818–1865), Hüttenwerks-Direktor

Wilhelm Curtmann war 1821 Hauslehrer in der Familie und für die Kinder von Justus von Zangen.

## Karriere
Justus von Zangen studierte Rechtswissenschaft an der Universität Gießen. Anschließend wurde er als Amts-Akzessist Verwalter des Amtes Hüttenberg in Lang-Göns. 1809 stieg er zum Assessor auf und übernahm 1817 die Verwaltung der Justizamtsstelle als Amtsverweser. 1820 wechselte er in gleicher Funktion zum Amt Gießen.
Mit der Justiz- und Verwaltungsreform im Großherzogtum Hessen wurden 1821 auch auf unterer Ebene Rechtsprechung und Verwaltung getrennt und die Aufgaben der überkommenen Ämter in Landratsbezirken (zuständig für die Verwaltung) und Landgerichten (zuständig für die Rechtsprechung) neu organisiert. Justus von Zangen kam bei dieser Umorganisation zur Verwaltung und wurde 1821 Landrat des Landratsbezirks Gießen.

## Weitere Engagements
Justus von Zangen war Chef eines Landwehr-Bataillons.